# Rostov Arena
Rostov Arena (rusă: Ростов Арена) este un stadion de fotbal în construcție în orașul Rostov-pe-Don, capitala Regiunea Rostov, subdiviziune administrativă în Federația Rusă. În conformitate cu decizia FIFA, stadionul va găzdui mai multe jocuri la Campionatul Mondial de Fotbal 2018 și va servi, de asemenea, ca stadionul de origine al clubului de fotbal FC Rostov. Stadionul va avea o capacitate de 45,000 de spectatori. 

## Istorie
La sfârșitul lunii iunie 2013 în timpul lucrărilor privind pregătirea solului pentru construcția stadionului s-au găsit cinci obuze de Război pentru Apărarea Patriei, păstrat aproape în forma sa originală.
În august 2013, au început lucrările la fundația de nisip aproximativ șase metri de aluviuni pentru stadion. În luna octombrie, a fost construit terenul de sub stadion. Lucrările la movilă pentru zona de stadion a fost finalizat în aluviunile mai 2014. În decembrie șantierul de construcție a început să aducă în echipamente grele, materiale de construcții și echipamente. În ianuarie 2015, el a început de conducere câmp piloți la baza viitorului stadion.
În martie 2015, proiectul de stadion a fost modificat, care a redus costul de construcție de 3 miliarde de ruble. În iunie 2015 a fost finalizat piling în pământ și a început construcția standuri stadion. În luna iulie 2015, au început lucrările la construcțiile din beton ale pieselor de deasupra solului ale arenei.
În septembrie 2015, unitatea a fost finalizată fundație din dale de beton armat. 
De asemenea, a completat dispozitivul fasciculului pentru acoperirea standuri. În decembrie 2015, au început lucrările la instalarea unui cadru metalic acoperiș. Iulie 2016 lucrările pe beton bolului stadion a început. instalarea structurilor a fost, de asemenea, completat, care va avea loc pe acoperișul arenei, și a început un dispozitiv direct al elementelor sale. In plus, constructorii au început lucrări de fațadă și amenajare a teritoriului adiacent stadionului. În noiembrie 2016 armat lucrări de beton ale castron principal al stadionului au fost complet finalizate și instalarea structurilor portante de acoperiș construite din sala cazanelor a început.

## Campionatul Mondial de fotbal 2018
| Data          | Ora | Echipa #1            | Rezultat | Echipa #2         | Faza          | Spectatori |
| ------------- | --- | -------------------- | -------- | ----------------- | ------------- | ---------- |
| 17 iunie 2018 |     | E1                   | –        | E2                | Grupa E       |            |
| 20 iunie 2018 |     | A4                   | –        | A2                | Grupa A       |            |
| 23 iunie 2018 |     | F4                   | –        | F2                | Grupa F       |            |
| 26 iunie 2018 |     | D2                   | –        | D3                | Grupa D       |            |
| 2 iulie 2018  |     | Câștigătoare Grupa G | –        | Locul doi Grupa H | Șaisprezecimi |            |